# 山辺町立中中学校
山辺町立中中学校（やまのべちょうりつ なかちゅうがっこう）は、山形県東村山郡山辺町にあった公立中学校。同校は山辺町立鳥海小学校と併設されていた。

## 学区
- 山辺町立鳥海小学区

## 沿革
- 1947年（昭和22年）5月3日 - 中村立中中学校として創立
- 1984年（昭和59年）4月1日 - 鳥海小学校との併設校となる。
- 2012年（平成24年）3月31日 - 併設する鳥海小学校と共に閉校となり、山辺中学校に統合。[1]

## 生徒数
| 年度 | 男子 | 女子 | 計 |
| ---- | ---- | ---- | -- |
| 2009 | 5    | 9    | 14 |
| 2008 | 5    | 5    | 10 |
| 2007 | 4    | 5    | 9  |
| 2006 | 5    | 3    | 8  |
| 2005 | 6    | 4    | 10 |
| 2004 | 7    | 5    | 12 |
| 2003 | 9    | 9    | 18 |
| 2002 | 4    | 9    | 13 |

## 所在地
- 山形県東村山郡山辺町大字大蕨1100
  - 山辺町立鳥海小学校と併設